# عبد الستار موسى ديدي
عبد الستار موسى ديدي كان دبلوماسيًا وسياسيًا من جزر المالديف. ولد عام 1936 أو 1937. توفي في نوفمبر 2015 في بانكوك.

## الحياة
بدأ ديدي حياته المهنية في الخدمة العامة كسكرتير في المكتب التمثيلي لجزر المالديف في كولومبو عام 1957. ثم من 1960 إلى 1967 كان الممثل في سيلان. ثم شغل منصب الممثل الدائم للأمم المتحدة في مدينة نيويورك من عام 1967 إلى عام 1970، وسفيرًا لدى الولايات المتحدة الأمريكية بين عامي 1968 و1970. في حكومة الرئيس إبراهيم ناصر، شغل منصب وزير المالية من أكتوبر 1970 إلى مارس 1975. بين أكتوبر 1975 ومايو 1977 كان أحد نواب رئيس جزر المالديف مع أحمد حلمي ديدي وإبراهيم شهاب وعلي مانيكو وحسن زرير.
في عهد ناصر، مأمون عبد القيوم، كان وزيراً للتربية والتعليم في أواخر السبعينات. وشغل فيما بعد منصب وزير الثروة السمكية في الثمانينات، ومؤخراً وزيراً للصحة والرعاية في التسعينات. في عام 1998، أصبح ديدي رئيسًا لمجلس كلية جزر المالديف للتعليم العالي (MCHE)، والتي تم تغيير اسمها إلى جامعة جزر المالديف الوطنية في عام 2011. خلال المظاهرات الجماهيرية في سبتمبر 2003، ترأس لجنة رئاسية للتحقيق في ملابسات وفاة إيفان نسيم، الذي توفي سابقًا في السجن مع اثنين آخرين من السجناء في ظروف غامضة.
في 26 يوليو 2011، مُنح عبد الستار موسى ديدي وسام عزالدين المتميز.